# Kirchdorf, Diepholz
Kirchdorf là một đô thị thuộc the huyện Diepholz, trong bang Niedersachsen, Đức. Đô thị này có diện tích 47,74 km². Đô thị này có cự ly khoảng 30 km về phía đông của Diepholz, và 35 km về phía bắc của Minden.
Kirchdorf là thủ phủ của Samtgemeinde ("đô thị tập thể") Kirchdorf.